# League of Legends
League of Legends (română Liga Legendelor) este un joc online tip Multiplayer online battle arena (MOBA), dezvoltat și comercializat de către Riot Games pentru Microsoft Windows și MAC OS.. În 2012 Forbes a numit League of Legends ca "cel mai jucat joc pe calculator din America de Nord și Europa din punct de vedere al orelor petrecute în joc."  În Ianuarie 2014 peste 67 de milioane de persoane  au jucat League of Legends, 27 de milioane într-o singură zi, și 7.5 milioane de jucători au fost conectați în același timp.
Jucătorii de League of Legends, au numele de "invocatori"  controlând un singur caracter (numit campion), au abilități unice și alături de echipa lor trebuie să distrugă nexus-ul echipei adverse. Fiecare joc de League of Legends este unic, toți campionii încep destul de slabi, progresând în timp, acumulând aur și experiență în timpul jocului.
League of Legends a generat o comunitatea competitivă activă care este în continuă creștere. În Europa și în America de Nord, Riot Games organiează League of Legends Championship Series, care constă în întrecerea a 8 echipe profesioniste de pe fiecare continent. Competiții regionale asemănătoare există în: China, Coreea, Taiwan și Asia de Sud Est. Aceste compleții regionale au apogeul la anualul Campionat Mondial de League of Legends, care în 2013 a avut un premiu de 1 milion de dolari și a atras peste 33 de milioane de vizitatori online.

## Gameplay

### Riftul invocatorului
Prima și cea mai populară hartă   dintre Câmpiile Dreptății ("Fields of Justice"), Riftul invocatorului ("Summoner's Rift") este considerată etalonul competiției din League of Legends. Acțiunea se împarte de obicei în faze distincte, începând cu dueluri între adversarii de pe culoare și culminând cu lupte de echipă de dimensiuni legendare.
Riftul Invocatorului este asimetric pe diagonală și are trei culoare către baza inamică. Fiecare culoar este apărat de trei turnuri și un inhibitor, în timp ce nexusul este apărat de doua turnuri. 

## Turnee
în 2010 Marea Finala World Cyber Games din Los Angeles a găzduit un turneu de League of Legends, unde echipe din China, Europa și America au concurat. Echipa Counter Logic Gaming din America de Nord a câștigat turneul, alături de un premiu de 7.000 de dolari.

### Sezonul 1
În Iunie 2011 Sezonul 1 al Campionatului Mondial de League Of Legends a avut loc la Dreamhack în Suedia, cu premii totale în valoare de 100.000 de dolari. Echipa europeană Fnatic a înfrânt echipe din Europa, America și Asia, reușind să câștige turneul împreună cu premiul de 50.000 de dolari.  Peste 1,6 milioane de persoane au urmărit evenimentul transmis online, peste 210.000 în același timp.

### Sezonul 2
După Sezonul 1, Riot a anunțat bugetul pentru sezonul 2: 5.000.000 de dolari. Din această sumă, două milioane de dolari se vor duce către partenerii Riot, incluzând IPL și alte Asociații de Sporturi-Electronice. Alte două milioane de dolari se vor duce către echipele calificate și echipa câștigătoare a sezonului. Ultimul milion de dolari a fost distribuit organizatorilor pentru a găzdui turneul de League of Legends.
După o serie de probleme cu rețeaua în timpul Playoff-ului Sezonului 2, lucru care a dus la întârzierea unor meciuri, Riot a anunțat pe 13 octombrie 2012 că un client special pentru LAN a fost dezvoltat pentru a se folosi în turnee, pentru reducerea lag-ului și a altor probleme legate de rețea. Clientul LAN a fost folosit pentru prima dată in timpul optimilor și a semifinalelor și a fost de asemenea folosit în timpul finalei.

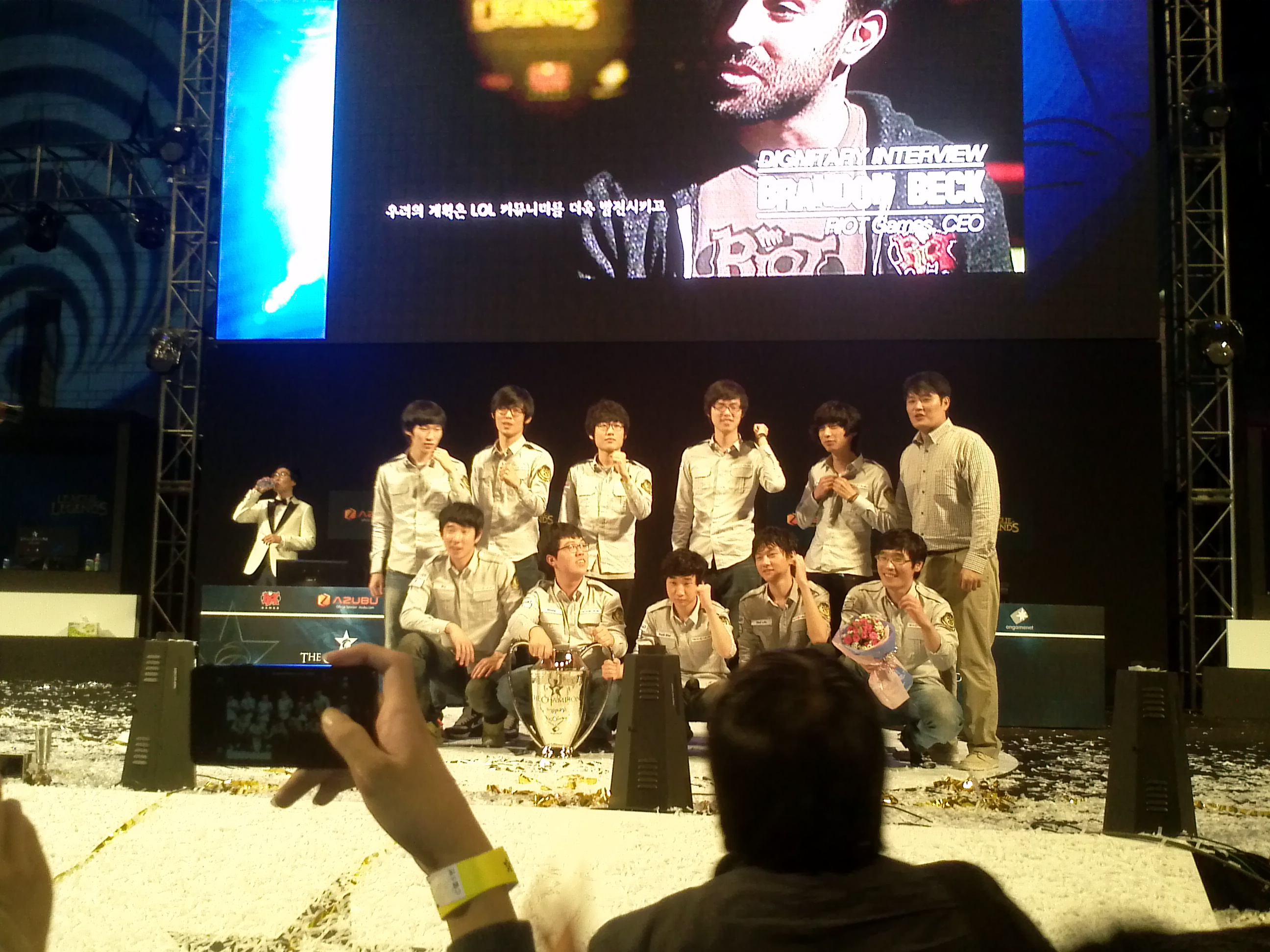
Echipa profesionistă Azubu Frost la Finala OGN Champions 2012

Pe 13 octombrie 2012, echipa profesionistă Taipei Assassins (TPA) din Taiwan a triumfat în față echipei Sud Coreene Azubu Frost, cu un scor de 3 la 1, astfel câștigând competiția, premiul de un milion de dolari și titlul de campioni mondiali.

### Sezonul 3
În octombrie 2013, echipa Coreeană SK Telecom T1 și echipa chineză Royal Club s-au întâlnit în finala la Staples Center în Los Angeles. SK Telecom T1 au câștigat sezonul 3, împreună cu premiul de un milion de dolari, în timp ce Royal Club a primit 250.000 de dolari.

### Sezonul 4
La Campionatul Mondial din 2014 au participat 16 echipe pentru premiul în valoare de $2.13 milioane, 14 echipe calificându-se din regiunile principale a jocului League of Legends (China, Europa, America de Nord, Coreea și Taiwan/SEA) și două echipe internaționale ce nu s-au calificat prin mijloacele obișnuite (echipe wildcard) .
Etapa eliminatorie a început pe data de 3 octombrie în Busan, Coreea de Sud și s-a terminat pe data de 19 Octombrie cu marea finală care a fost ținută la Seoul World Cup Stadium unde echipa Sud Coreeană Samsung Galaxy White a bătut echipa chinezească Star Horn Royal Club și au devenit campionii mondiali ai League of Legends 2014.
Trupa americană Imagine Dragons a contribuit la conceperea melodiei "Warriors" pentru campionat și au cântat în direct pe scena marei finale din Coreea de Sud. Toate jocurile au fost făcute publice gratuit prin live streaming.

### Sezonul 5
După sezonul din 2014, Riot Games a introdus niște schimbări în jocul competitiv League of Legends. Numărul echipelor din Seria Campionatului de League a fost ridicat de la 8 la 10 în ambele regiuni, America de Nord și Europa. Un alt 2-lea turnament internațional oficial a fost anunțat de către Riot Games, a prezentat o singură echipă din fiecare regiune majoră și o echipă "wildcard". De asemena, fiecare echipă trebuia să aibă un antrenor cu care să comunice între meciuri și la faza de interzicere a campionilor și la alegerea lor. Antrenorul nu era recunoscut oficial până atunci.
Meciurile Campionatului Mondial au fost susținute în mai multe orașe din Europa în octombrie 2015.
Câștigătorul 2015 Worlds, a fost SK Telecom T1, pentru a 2-a oară pentru că au câștigat și în 2013.
Finala a fost urmărită de către 36 de milioane de oameni, iar în momentul de top, 14 milioane de oameni au urmărit jocul deodată.

### Sezonul 6
Campionatul Mondial din sezonul 6 a durat timp de o lună, în perioada 29 septembrie - 29 octombrie 2016 în mai multe orașe din S.U.A. Stagiul grupelor a avut loc la Auditoriul Civic Bill Graham, San Francisco, sferturile de finalăl a Teatrul din Chicago, Chicago, iar semifinalele la Madison Square Garden, New York. Finala a avut loc la Staples Center , Los Angeles, în fața unui public de aproximativ 20.000 de persoane. 
Numarul echipelor a fost de 16, alese in funcție de clasamentul acestora din regiunile lor respective, incluzând echipe din S.U.A, Europa, China și Coreea de Sud .
Campioana sezonului trecut, SK Telecom T1, a reusit să își apere titlul cu un scor de 3-2 într-o serie de 5 meciuri, impotriva celor de la Samsung Galaxy. Cu această victorie, echipa SK Telecom T1  a devenit prima echipă care a reușit să câștige campionatul mondial de 3 ori. Lee "Faker" Sang-hyeok a fost desemnat cel mai bun jucator al campionatului.
Premiul, inițial, era de $2,130,000 USD, însă acesta a crescut la $5,070,000 USD, devenind cel mai valoros premiu din istoria campionatului.
Campionatul, pe toata perioada sa, a fost urmarit de 43 de milioane de telespectatori,  cel mai mare numar de telespectatori concurenti fiind de 14,7 milioane de telespectatori.

### Sezonul 7
Sezonul 7 a venit cu câteva schimbări în cadrul Campionatului Mondial, cea mai de seamă fiind creșterea numărului de echipe participante de la 16 la 24. 
Campionatul a avut loc in perioada 23 septembrie-4 noiembrie,de data aceasta desfasurandu-se în diferite orașe din China.Competiția a început cu stagiul grupelor la Wuhan, a continuat cu sferturile de finală la Guangzhou, apoi a ajuns la semifinale, care s-au desfășurat la Centrul Sportiv Oriental Sanghai . Marea finală a avut loc la Stadionul National din Beijing, unde s-au luptat pentru titlu acelesai echipe că și anul anterior, SK Telecom T1 și Samsung Galaxy. De data aceasta, cei de la Samsung Galaxy au reușit să detroneze fosta campioană, invingandu-i pe cei de la SK Telecom T1 cu 3-0 într-o serie 5 meciuri, astfel câștigând al doilea lor campionat mondial.
Premiul de cel mai bun jucător al campionatului a fost înmânat lui Park "Ruler" Jae-hyuk pentru performanța sa excepțională pe postul de AD-Carry

## E-Sports
În 2013, League Of Legends era cel mai popular sport electronic din Coreea de Sud.
De pe 11 iulie 2013, Serviciul de Imigrări ale Statelor Unite ale Americii recunoaște jucătorii profesioniști de League of Legends ca atleți, drept urmare documentele pentru obținerea vizei au fost simplificate pentru ei. Aceste schimbări le permit jucătorilor profesioniști de League of Legends să locuiască in Statele Unite ale Americii până la 5 ani.